# Trichoncus vasconicus
Trichoncus vasconicus là một loài nhện trong họ Linyphiidae.
Loài này thuộc chi Trichoncus. Trichoncus vasconicus được J. Denis miêu tả năm 1944.